# Tasmanocerca
Tasmanocerca is een geslacht van steenvliegen uit de familie Notonemouridae. De wetenschappelijke naam van het geslacht is voor het eerst geldig gepubliceerd in 1975 door Illies.

## Soorten
Tasmanocerca omvat de volgende soorten:
- Tasmanocerca bifasciata (Kimmins, 1951)